# Peter Kox
Peter Kox (Eindhoven, 23 febbraio 1964) è un pilota automobilistico olandese.

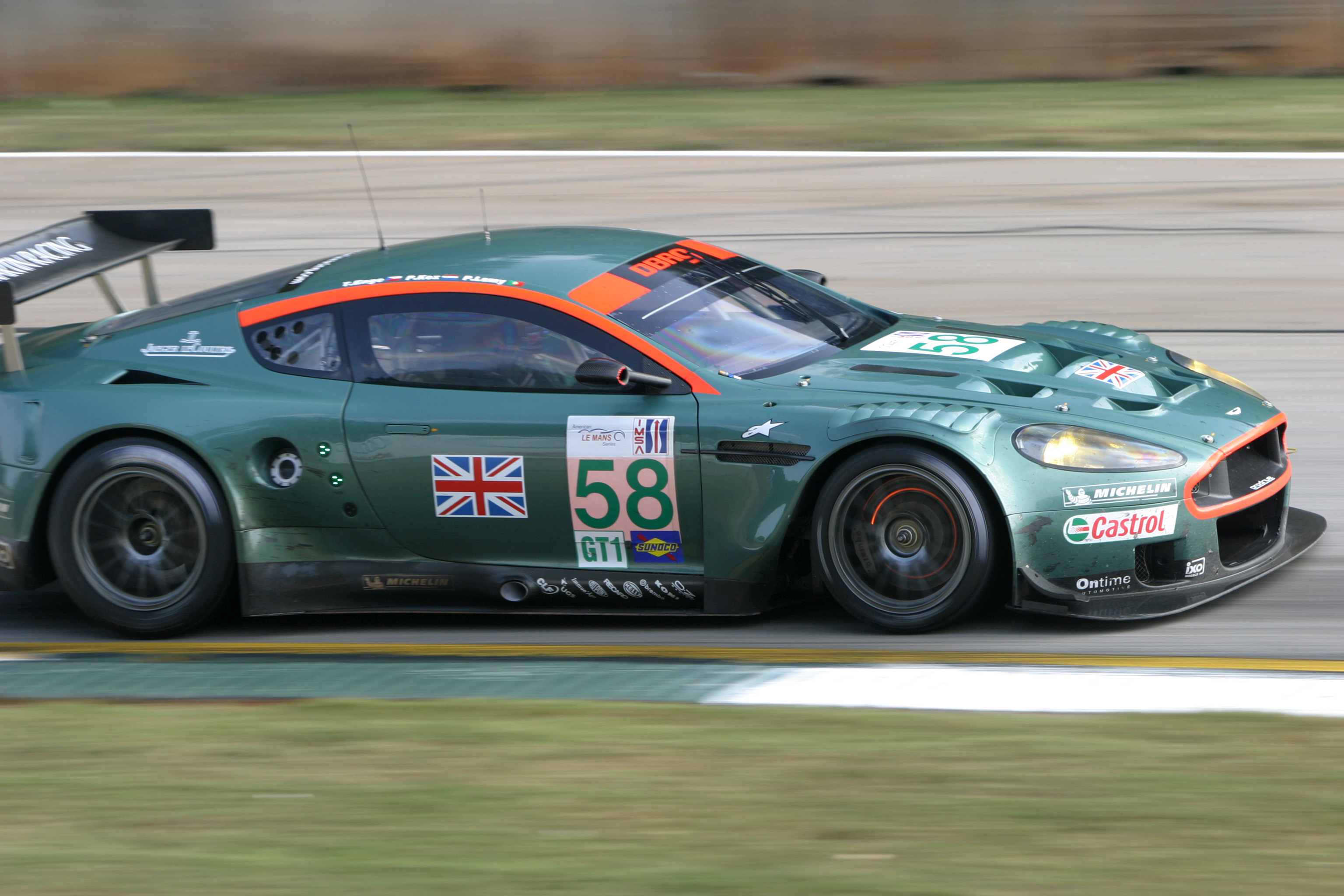
Aston Martin DBR9 di Kox alla 24 ore di Le Mans 2005

Ha gareggiato nel Campionato europeo turismo, dove ha vinto nel 2001 la categoria Super Production a bordo di una BMW 320i. Ha preso parte a quattordici edizione della 24 ore di Le Mans dal 1996 al 2010, piazzandosi 3 volte sul podio e vincendo nel 2003 a bordo di una Ferrari 550 GTS Maranello. Nel 2010 ha vinto il Campionato ADAC GT Masters insieme a Albert von Thurn Taxis.